# Base nautique
Ne doit pas être confondu avec base navale.

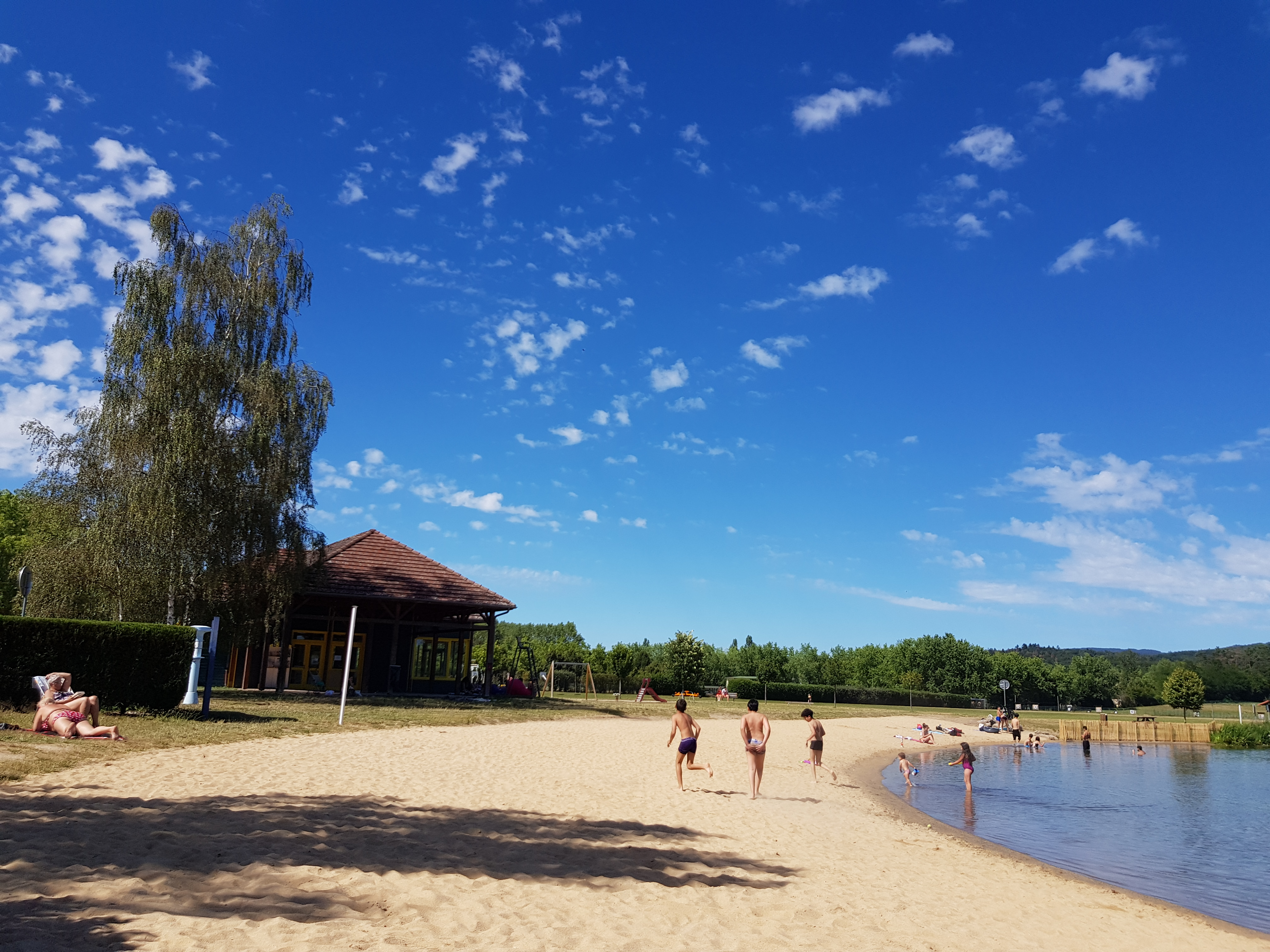
Base de plein air et de loisirs ILOA Les Rives de Thiers.

Une base nautique est un type de zone récréative. Elle regroupe un plan d'eau et des aménagements de loisir.

## Base nautique par pays

### France
En France, a été développé le concept de base de plein air et de loisirs. En règle générale, une base nautique reste plus petite qu'une base de loisirs.

### Pays-Bas
Les « recreatieplas » sont des zones de loisirs aménagées au bord d'une étendue d'eau.